# Чабайда Микола Прокопович
Микола Прокопович Чабайда (нар. 18 березня 1948, Чернігів, УРСР) — радянський український футболіст, захисник.

## Життєпис
Футбольну кар'єру розпочав 1968 року в складі «Десни», у футболці якої до 1970 року зіграв 92 матчі та відзначився 2-ма голами. З переїздом київського СКА до Чернігова, Михайло став капітаном вище вказаного клубу. У 1972 році виступав за київський «Арсенал», у футболці якого зіграв 12 матчів та відзначився 1-м голом. У 1973 році клуб змінив назву на СК «Чернігів». До 1975 року провів 65 матчів за вище вказаний колектив. Потім захищав кольори аматорського колективу «Хімік» (Чернігів). З 1977 по 1978 рік виступав за «Десну», у футболці якої зіграв 79 матчів.